# Gómez Farías (Tamaulipas)
Gómez Farías è una municipalità dello stato di Tamaulipas, nel Messico centrale, il cui capoluogo è la omonima località.
Conta 8.786 abitanti (2010) e ha una estensione di 727.94 km².
Il paese deve il suo nome al politico Valentín Gómez Farías.